# Nights from the Alhambra
Nights from the Alhambra er et livealbum fra den canadiske singer-songwriter og multiinstrumentalist Loreena McKennitt, der blev udgivet i 2007. Det er også hendes første videoalbum. Det blev optaget i september 2006 på Palacio de Carlos V i Alhambra, Granada, Spanien.

## Spor
Disk 1
1. "The Mystic's Dream" (The Mask and Mirror)
2. "She Moved Through the Fair" (Elemental)
3. "Stolen Child" (Elemental)
4. "The Mummers' Dance" (The Book of Secrets)
5. "Penelope's Song" (An Ancient Muse)
6. "Marco Polo" (The Book of Secrets)
7. "The Bonny Swans" (The Mask and Mirror)
8. "Dante's Prayer" (The Book of Secrets)
9. "Caravanserai" (An Ancient Muse)

Disk 2
1. "Bonny Portmore" (The Visit)
2. "Santiago" (The Mask and Mirror)
3. "Raglan Road" (An Ancient Muse - uudgivet nummer)
4. "All Souls Night" (The Visit)
5. "The Lady of Shalott" (The Visit)
6. "The Old Ways" (The Visit)
7. "Never-Ending Road (Amhrán Duit)" (An Ancient Muse)
8. "Huron `Beltane` Fire Dance" (Parallel Dreams)
9. "Cymbeline" (The Visit)

Rækkefølgen er den samme på DVD'en, men de er blot på én disk. DVD'en inkluderer også McKennitts introduktion til sangene, hvilket ikke indgår på CD'en.